# Lymphogranuloma venereum
Lymphogranuloma venereum (LGV) of ziekte van Nicolas-Favre is een geslachtsziekte die veroorzaakt wordt door een variant van Chlamydia trachomatis en voornamelijk voorkomt in de tropen, maar sinds de jaren 2000 is er ook een uitbraak van de ziekte geobserveerd in de westerse wereld onder homoseksuelen. De ziekte werd ontdekt door  Wallace in 1833 en later door Durand, Nicolas en Favre in 1913 beter beschreven.

## Symptomen
De seksueel overdraagbare aandoening (soa) begint veelal met een zweertje op de penis of rond de anus. In het volgende stadium ontstaan zwerende lymfeklierpakketten in de liezen of in geval van besmetting rond de anus, fistels en bindweefselvorming. Uit de pijnlijke anus komt etter vermengd met bloed.

## Prevalentie
Deze venerische ziekte wordt sinds 2003 ook gevonden bij homoseksuele mannen in westerse landen en vermoed wordt dat een hiv-besmetting de symptomen maskeert, waardoor LGV niet werd ontdekt. De agressieve chlamydia-variant werd in 2012 in Nederland 184 keer vastgesteld, voornamelijk bij HIV-positieve mannen, wat meer dan een verdubbeling van het aantal besmettingen ten opzichte van 2011 betekende.